# 宇喜多宗因
宇喜多 宗因（うきた そういん、生没年不詳）は、戦国時代の人物。宇喜多久家の次男で、兄に宇喜多能家、弟に浮田国定がいる。浜城主（岡山市東区西大寺浜）と伝えられるが、詳しい業績はほとんど明らかではない。寛政年間に地元の有志が宇喜多氏の偉業を偲び、宗因の墓所に浮田神社を建立した。現在は、浮田神社の敷地内と思しき場所に宗因の墓と伝えられる蘭塔がある。